# Corporació de Ràdio i Televisió Qazaqstan
La Corporació de Ràdio i Televisió Qazaqstan (kazakh: «Қазақстан» РТРК» АҚ; "Qazaqstan" RTRK" AQ) és una de les empreses de mitjans de comunicació més importants al Kazakhstan. Aquesta disposa de tres canals de televisió: (Qazaqstan, Qazsport i Balapan) i quatre emisores de ràdio (Qazaq Radiosy, Shalkar, Astana i Classic). A més, hi ha quinze canals de televisió regionals que són propietat de la corporació.

## Història
La primera emissora de ràdio del Kazakhstan va ser Qazaq Radiosy, llançada el 1922, mentre que el primer canal de televisió va començar a retransmetre el 1958. Aquests dos i molts altres canals i emissores radiofòniques esdevingueren més tard part de la Corporació de Ràdio i Televisió Qazaqstan.
La corporació és propietat de l'Estat del Kazakhstan. Les emissions televisives i radiofòniques d'aquesta són disponibles per al 98,63% de la població del país, així com per als residents de països veïns (Rússia, Mongòlia, Xina, Kirguizstan i Uzbekistan).

## Serveis

### Televisió
- Qazaqstan: és el primer canal de televisió nacional del Kazakhstan i la seva programació és generalista. La primera emissió va tenir lloc el 1958. Des del 1r de setembre de 2011, Qazaqstan emet exclusivament en kazakh.
- Balapan: és un canal de televisió nacional destinat als infants. Balapan va començar a retransmetre el 27 de setembre de 2010.
- Qazsport: és un canal dedicat a la programació esportiva. Va ser oficialment llançat el 1r de juliol de 2013.

### Ràdio
- Qazaq Radiosy: El 29 de setembre de 1921, el govern soviètic va decidir establir una emissora de ràdio per al poble kazakh. Així, a l'octubre de 1921, les emissions van començar des de la localitat russa d'Orenburg, que era la capital de la República Socialista Soviètica Autònoma Kirguís (Kazakhstan) en aquells moments. El 23 de març de 1927, va començar la programació en kazakh per primer cop. Avui, les emissions són disponibles en kazakh, rus, alemany, coreà, uigur, àzeri, turc i tàtar.
- Radio Shalqar: retransmet durant 18 hores al dia i ho fa exclusivament en kazakh.
- Radio Astana: és una emissora de ràdio informativa i musical. Aquesta va començar a retransmetre el 19 de gener de 1999.
- Radio Classic: és la primera emissora radiofònica de música clàssica al Kazakhstan. Aquesta és operada per la Corporació de Ràdio i Televisió Qazaqstan i el Conservatori Nacional Kazakh Kurmangazy en conjunt. L'estació va començar a retransmetre el 6 de juny de 2011.